# Pléboulle
 Pléboulle (en bretó Pleboull, gal·ló Plébóll) és un municipi francès, situat a la regió de Bretanya, al departament de Costes del Nord. L'any 1999 tenia 662 habitants.

## Demografia
| 1962                                       | 1968 | 1975 | 1982 | 1990 | 1999 |
| ------------------------------------------ | ---- | ---- | ---- | ---- | ---- |
| 742                                        | 780  | 711  | 686  | 711  | 662  |
| Des de 1962: població sense dobles comptes |      |      |      |      |      |

## Administració
| Període   | Identitat         | Partit |
| --------- | ----------------- | ------ |
| 2001-2008 | Robert Guelfucci  |        |
| 2008-     | Adeline Guelfucci |        |